# Jérôme Poncet
Jérôme Poncet est un navigateur et explorateur français.

## Biographie
Jérôme Poncet est l'ami de collège de Gérard Janichon (né en décembre 1945) avec lequel il réalise un tour du monde. Ils en rêvaient tous deux dès leurs dix-sept ans à bord de leur voilier Damien, construit en bois moulé par Nautic Saintonge à Saujon et aménagé de leurs mains, au début des années 1970. Ce voilier les mène au Spitzberg en Antarctique ou encore leur permet la remontée de l'Amazone. Bien que chacun participe aux manœuvres, Jérôme Poncet se charge plus spécialement de la partie navigation. 
Au retour de leur exploit, en 1974-1975, les deux marins dessinent leur 2e bateau qu'ils se construisent chacun : une goélette de 14 mètres en acier avec quille escamotable. Damien 2 pour Jérôme Poncet et Damien 3 pour Gérard Janichon. Intéressé aussi par ce plan, le chanteur-navigateur Antoine profite de l'occasion pour s'en construire  un également.
Vivant à bord avec sa jeune épouse, Poncet sillonne l'Atlantique Sud, et bientôt ne quitte plus le Grand Sud. La famille naît et se développe, à bord, dans des latitudes inhospitalières. Parallèlement, il participe à une grande course océanique, la première Whitbread (renommée depuis Volvo Ocean Race) en 1973. 
Il s'installe en 1987 avec sa famille dans une île des Malouines où il pratique l'élevage de moutons.
Aidé de sa femme Sally Poncet, une biologiste australienne, il embarque des équipes scientifiques ou de tournage à bord de son voilier Damien 2 puis Golden Fleece, ou pour des raids d'aventure.